# Ueda Akinari
(Ueda Akinari, L’appuntamento dei crisantemi, in Racconti di pioggia e di luna, 1808)
Ueda Akinari  (上田秋成?, Ueda Akinari) (Ōsaka, 25 luglio 1734 – Kyōto, 8 agosto 1809) è stato uno scrittore giapponese.

## Biografia
Ueda Akinari nacque nel 1734 a Osaka durante l'epoca Tokugawa (1603-1867). Alcuni studi e riferimenti presenti nelle memorie dello scrittore, suggeriscono che fosse il figlio illegittimo di una prostituta del quartiere di Sonezaki, adottato all'età di circa tre anni dalla famiglia Ueda, mercanti di carta e olio, da cui avrebbe preso il cognome. Ricevette un'istruzione privilegiata; studiò la poesia haikai e waka, la letteratura cinese, dilettandosi anche nella pittura. A causa del vaiolo contratto da bambino, Akinari crebbe con un pollice deforme che gli rese impossibile maneggiare bene un pennello.
Durante il periodo di studi, fra le sue amicizie vi furono Yosa Buson (1716-84), il pittore e poeta haiku più famoso dopo Basho, il poeta haiku e artista Matsumura Gekkei e Ozawa Roan, uno dei maggiori poeti waka dell'epoca.
Alla morte del padre, avvenuta nel 1761, lo scrittore ne ereditò il negozio e gli affari, continuando tuttavia ad impegnarsi nelle arti letterarie.
Nel 1767 pubblicò due raccolte di racconti, firmate con uno dei suoi pseudonimi, Wayaku Taro: Shodō kikimimi sekenzaru (Scimmie di questo mondo che hanno orecchio per tutte le arti) e Seken tekake katagi (Caratteri di concubine di questo mondo), vicine come genere ai «racconti del mondo fluttuante» (ukiyozoshi). Incentrati sulla realtà sociale del Giappone del tempo, con una finalità di "intrattenimento" ma con una vena satirica e stravagante, avevano per protagonisti personaggi della contemporaneità: insoddisfatti figli di ricchi mercanti, samurai impegnati nel commercio, prostitute, medici, monaci buddhisti.
Negli anni successivi abbandonò questo filone, avvicinandosi alla scuola di "studi nazionali" detta kokugaku, a seguito dell'avvenuto incontro con uno dei suoi esponenti, il filologo e studioso di letteratura classica Kato Umaki, discepolo di Kamo Mabuchi, il più grande insegnante di giapponese antico. La spinta verso una letteratura più impegnativa ed erudita avrebbe ridestato il suo interesse per il patrimonio letterario del Giappone antico, portandolo di lì a poco a scrivere Racconti di pioggia e di luna (雨月物語 Ugetsu monogatari); ultimato nel 1768, sarebbe stato pubblicato solo otto anni più tardi, probabilmente a causa dell'incendio che nel 1771 colpì la sua dimora e il negozio di famiglia.
Fu questa anche la causa che portò Akinari ad abbandonare l'attività di mercante; pur continuando i suoi studi classici, dopo circa due anni di studio e apprendistato in provincia, intraprese la carriera di medico, sotto la guida di Tsuga Teishō, medico e studioso confuciano, autore di due raccolte di racconti ispirati in gran parte dalla letteratura vernacolare cinese. Questa nuova professione, tuttavia, non recò ad Akinari grandi soddisfazioni. Nel 1788 la morte di una bambina, avvenuta in seguito ad una sua diagnosi errata, lo convinse ad abbandonare la professione e a dedicarsi completamente alla scrittura.
Nel 1793 si trasferì nell'allora capitale Kyōto, centro culturale dell'epoca, viaggiando spesso e spostandosi di quartiere in quartiere ogni anno. Nel 1794 pubblicò il Man'yoshii kaisetsu (Commento al Man'yoshii) e un saggio sulla cerimonia del tè, Set/ii sagen (Brevi parole di brezza).
Nonostante una malattia agli occhi lo avesse reso quasi cieco, continuò a scrivere e nel 1808, all'età di 74 anni, completò Racconti della pioggia di primavera (春雨物語, Harusame monogatari). Pubblicato integralmente nel 1951, dopo il ritrovamento delle parti mancanti, rappresenta un sunto della sua visione della vita e del credo religioso. Una sua particolarità, rispetto a Racconti di pioggia e di luna, è che dei nove racconti, solo uno tratta del soprannaturale, e che non vengono utilizzati materiali cinesi; le fonti di ispirazione provengono esclusivamente dalla letteratura giapponese classica.
Sempre nel 1808 Akinari pubblicò Tandai shoshinroku (Cronaca di prudenza e audacia), una raccolta di osservazioni sulla letteratura e sull'arte e di note autobiografiche.
Lo scrittore morì nel 1809 e, secondo alcuni studi, si fece seppellire ai piedi di un albero di susino, in una tomba da lui stesso preparata.

### Ugetsu Monogatari
(Ueda Akinari, Racconti di pioggia e di luna, Marsilio 1988)
La sua opera più famosa è Racconti di pioggia e di luna (Ugetsu monogatari 雨月物語), una raccolta di nove racconti di storie di fantasmi, pubblicata nel 1776 sotto lo pseudonimo di Senshi Kijin (lett. "l'eccentrico Sig. Dito-tagliato"), una probabile allusione alla sua deformità fisica. In quest'opera Akinari inaugura un genere nuovo, un tipo di finzione in prosa, noto come yomihon, mescolando il racconto storico con l'elemento fantastico e soprannaturale, frutto dell'incontro di due componenti culturali: la letteratura cinese vernacolare, come i racconti soprannaturali di epoca Ming (Ch'ien teng hsin hua, trad.: Nuovi racconti per la luce della lampada), e il genere kokugaku che privilegiava la realtà sociale giapponese.
Oltre che alla letteratura classica, in Racconti di pioggia e di luna è possibile anche cogliere l'influenza del teatro nō, di cui l'opera assume il ritmo, l'estetica e la struttura, ad esempio nel ruolo di anticipatore ed evocatore degli eventi assunto dal poeta Saigyō che compare nel primo racconto; Ugetsu (Luna e pioggia) è anche il titolo di un dramma nō che ha per protagonista lo stesso Saigyō.
Nel titolo originale Ugetsu monogatari, il termine Monogatari, ripreso anche nella prefazione, attesterebbe il recupero, sotto forma di racconti, della tradizione e dei contenuti della narrativa del periodo Heian, che l'autore assume come riferimento nell'utilizzo di uno stile di linguaggio classico e ricercato, distinto da quello della sua epoca.
Racconti di pioggia e di luna conterrebbe infine il riferimento a qualcosa che si può vedere solo con l'immaginazione; nella tradizione cinese, pioggia e luna erano associate al sovrannaturale.

## Opere
- Ugetsu monogatari (雨月物語, 1776)
  - Racconti di pioggia e di luna, a cura di Maria Teresa Orsi, Venezia, Marsilio, 1988, ISBN 88-317-5109-3.
- Shōdo kikimimi sekenzaru (Scimmie di questo mondo che hanno orecchio per tutte le arti, 1767).
- Seken tekake katagi (Caratteri di concubine di questo mondo, 1767).
- Man 'yoshii kaisetsu (Commento al “Man ‘yoshii”, 1794).
- Set/ii sagen (Brevi parole di brezza, 1794).
- Harusame monogatari (春雨物語, 1808).
  - Racconti della pioggia di primavera, a cura di Maria Teresa Orsi, Venezia, Marsilio, 1992, ISBN 88-317-5512-9.
- Tandai shoshinroku (Cronaca di prudenza e audacia, 1808).